# Randia
- Commons
- Wikispecies

Randia L. é um género botânico pertencente à família Rubiaceae.

## Sinonímia
| - Basanacantha Hook.f. - Foscarenia Vell. ex Vand. - Gynaecopachys Hassk., var. ort. | - Gynopachis Blume - Rangia Griseb., vbar. ort. - Rosenbergiodendron Fagerl. |

## Espécies
| - Randia aculeata L. - Randia altiscandens (Ducke) C. M. Taylor - Randia aristeguietae Steyerm. - Randia armata (Sw.) DC. - Randia densiflora - Randia fitzalanii F. Muell. ex Benth. - Randia formosa (Jacq.) K. Schum. - Randia henryi E. Pritz. - Randia laevigata Standl. - Randia longioba | - Randia malabarica Lam. - Randia mixe - Randia nelsonii Greenm. - Randia nitida (Kunth) DC. - Randia parvifolia Lam. - Randia portoricensis (Urban) Britt. & Standl. - Randia rhagocarpa Standl. - Randia ruiziana DC. - Randia sinensis (Lour.) Schult. - Randia tubericollis |

- Lista completa

## Classificação do gênero
| Sistema | Classificação                      | Referência              |
| ------- | ---------------------------------- | ----------------------- |
| Linné   | Classe Pentandria, ordem Monogynia | Genera plantarum (1754) |